# I'm Still Standing
"I'm Still Standing" er en sang af den britiske sanger Elton John fra albummet Too Low for Zero (1983).

## Udgivelse
Sangen blev udgivet som albummets anden single i juli 1983 og blev skrevet af Elton John og Bernie Taupin. Teksten er ofte tolket til at Elton John synger om at overkomme problemer i sit private og professionelle liv, men er i virkeligheden en afspejling af Bernie Taupin og hans kamp for at komme sig efter sit mislykkede første ægteskab.
Sangen blev et stort hit og nåede førstepladsen i både Canada og Schweiz. I Storbritannien nåede sangen nummer fire på UK Singles Chart og i USA nummer tolv på Billboard Hot 100.

## Musikvideo
Musikvideoen blev instrueret af Russell Mulcahy og filmet i Cannes (InterContinental Carlton Cannes) og Nice på Côte d'Azur i Frankrig og indeholder farverne af det franske flag.

## Formater og sporliste
Amerikansk 7" single
1. "I'm Still Standing" – 3:03
2. "Love So Cold" – 5:08

Britisk 7" single
1. "I'm Still Standing" – 3:03
2. "Earn While You Learn" – 6:42

Britisk 12" single
1. "I'm Still Standing" (Extended Version) – 3:45
2. "Earn While You Learn" – 6:42

## Hitlister
| Hitliste (1983)                     | Placering |
| ----------------------------------- | --------- |
| USA (Billboard Hot 100)             | 12        |
| USA (Hot Adult Contemporary Tracks) | 28        |
| Canada (Canadian Singles Chart)     | 1         |
| Schweiz (Schweizer Hitparade)       | 1         |
| Australien (ARIA Charts)            | 3         |
| Storbritannien (UK Singles Chart)   | 4         |
| Tyskland (Media Control Charts)     | 10        |

## Musikere
- Elton John – piano, synthesizer, vokal
- Davey Johnstone – elektrisk guitar, baggrundsvokal
- Dee Murray – basguitar, baggrundsvokal
- Nigel Olsson – trommer, baggrundsvokal